# Музей природничої історії і археології (Норвезький університет природничих та технічних наук, Тронгейм)
Музей природничої історії та археології (Норвезький університет природничих та технічних наук, Тронгейм) (норв. NTNU Vitenskapsmuseet) — музей, присвячений природі  Норвегії, історії норвезької науки та місцевій археології, розташований у місті Тронгейм (Норвегія), підпорядковується Норвезькому університету природничих та технічних наук.

## Експозиція
Музей розташований у кількох будівлях: адміністративній, основній та філіалі історії міста Тронгейм (Suhmhuset).
Музей має зоологічні, ботанічні та археологічні експонати з території Норвегії.
Археологічні фрагменти варіюються від палеоліту, через епоху вікінгів до християнської доби.
Заслуговує на увагу колекція зброї часів бронзового та залізного віків.

## Світлини

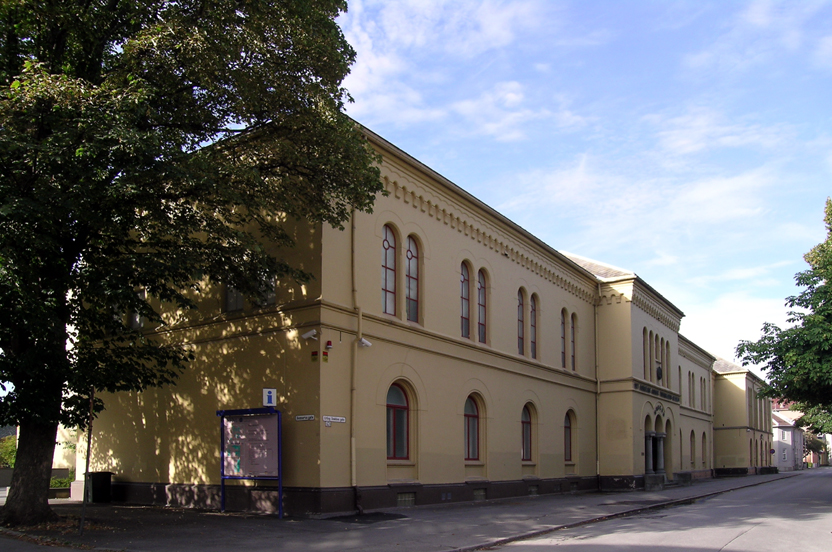
Фасад основної будівлі музею
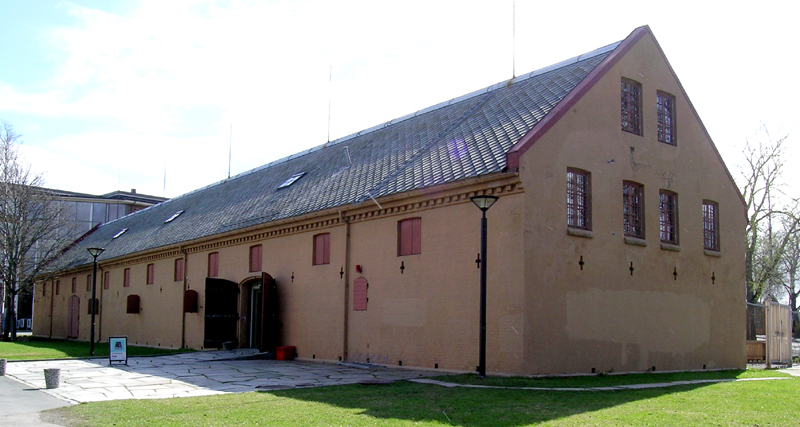
Філіал музею, присвячений історії міста Тронгейм, 2007 р.
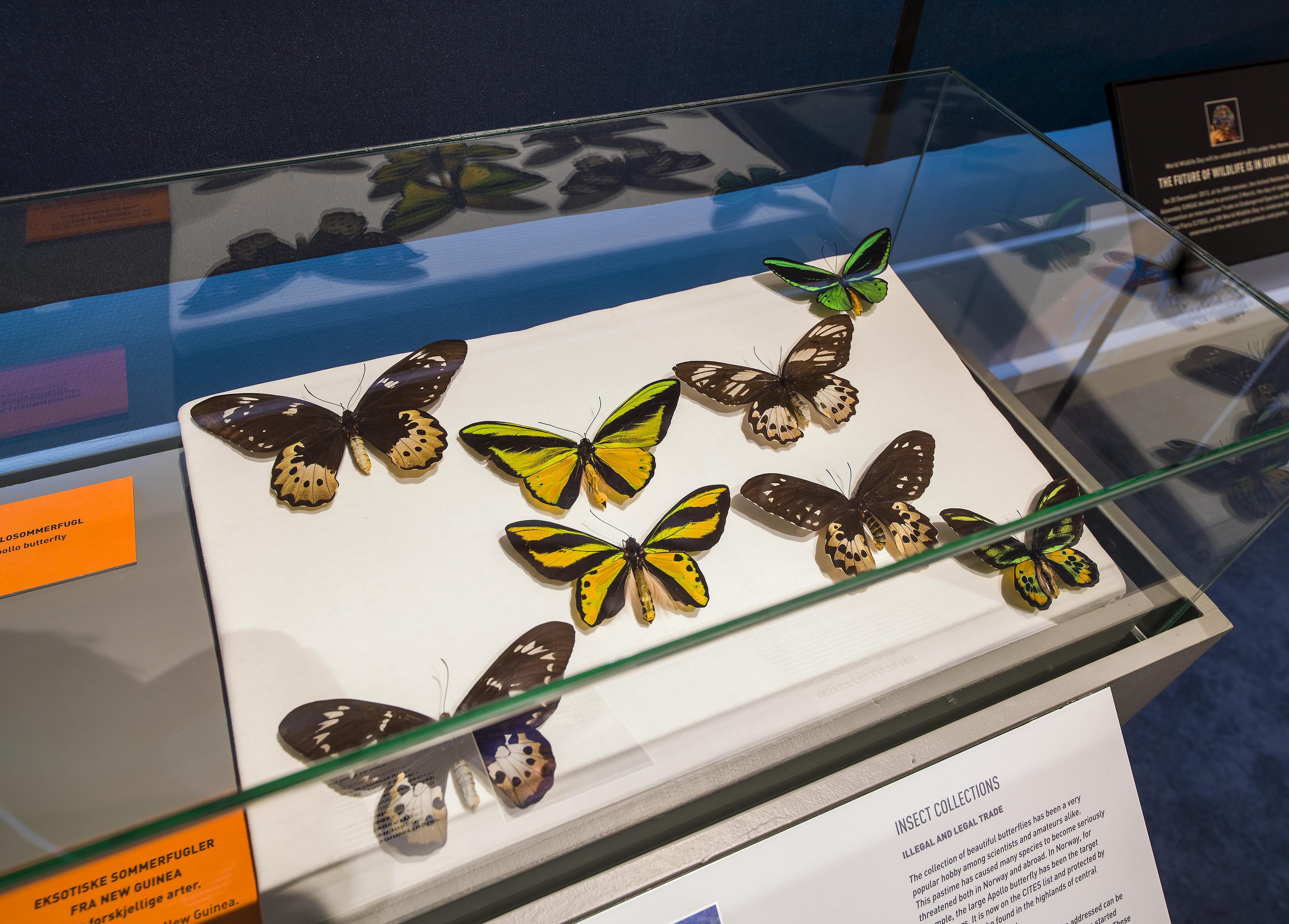
Колекція метеликів
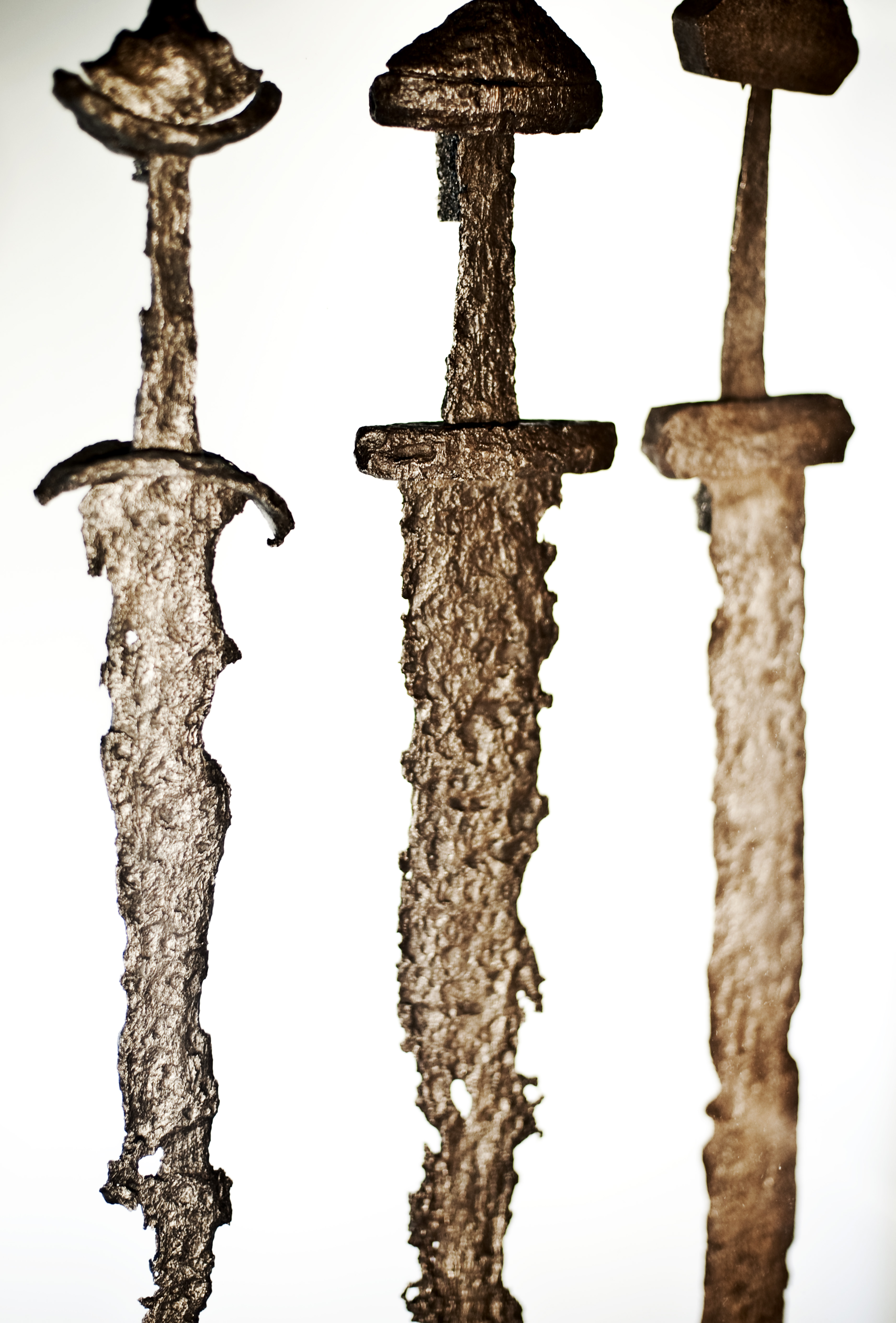
Мечі вікінгів у залі історії
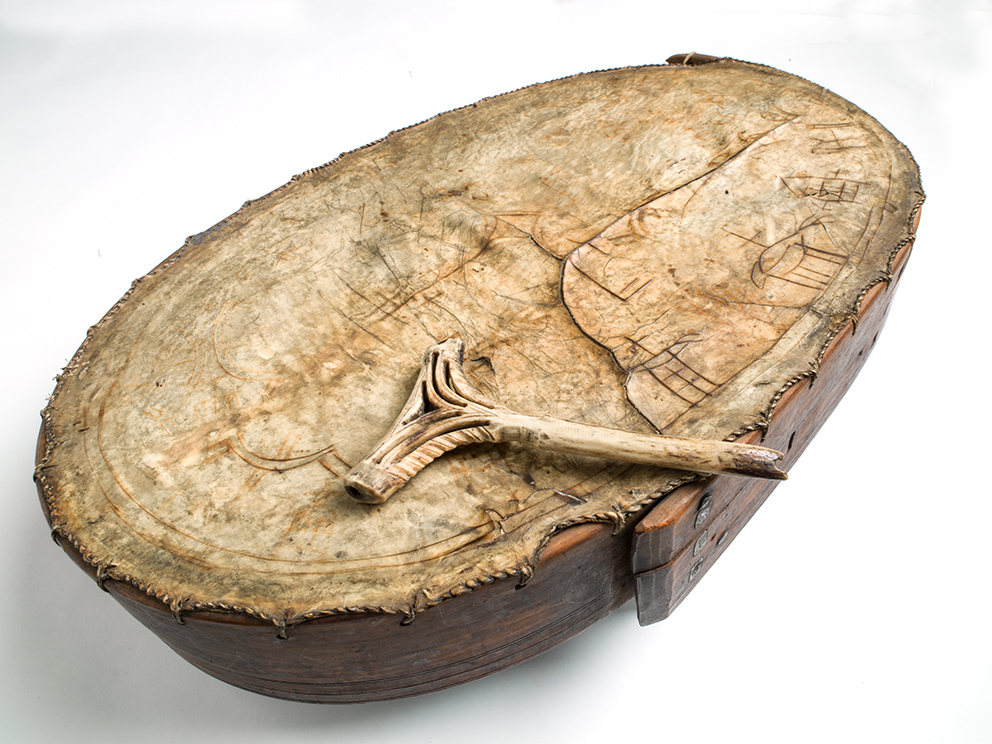
Барабан з Нурланда або Тромса, 55 х 35 см
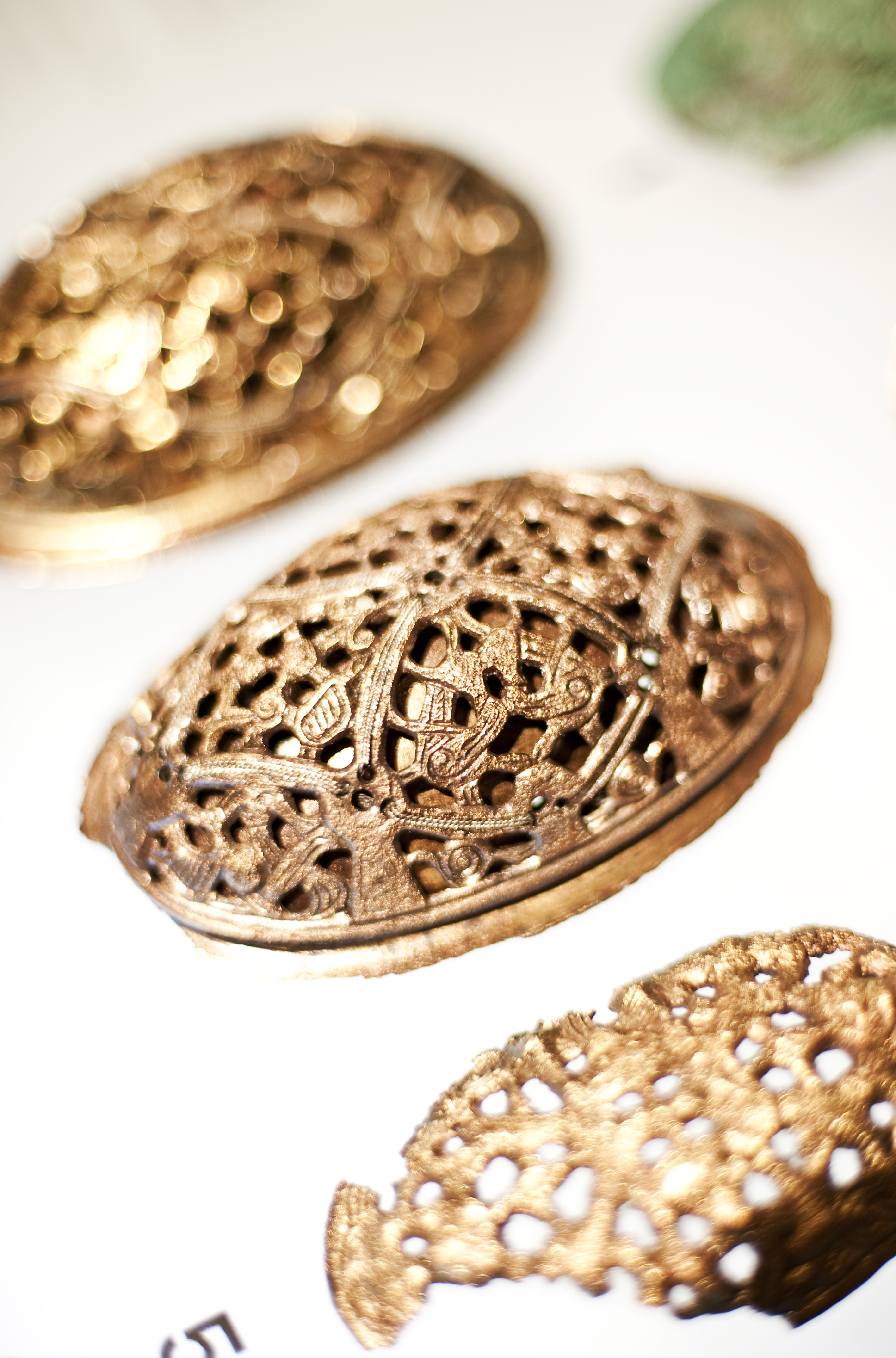
Прикраси вікінгів для ременів.